# Stephanos von Byzanz
Stephanos von Byzanz (mittelgriechisch Στέφανος Βυζάντιος Stéphanos Byzántios), auch als Stephanus Byzantinus bekannt, war ein spätantiker griechischer Grammatiker, der wohl in der Frühzeit Kaiser Justinians I., das heißt etwa im zweiten Viertel des 6. Jahrhunderts, an der Universität von Konstantinopel wirkte.
Seine Lebensdaten sind nicht genau bekannt. Er war Verfasser eines umfassenden geographisch-kulturhistorischen, aber nur in Auszügen erhaltenen Lexikons namens Ethnika (griechisch Ἐθνικά) in 50 bis 55 Büchern, durch das älteres Material über antike Geographie und Ethnographie (Orts-, Volks- und Stammesnamen sowie ihre sprachwissenschaftliche Bestimmung), Orakel und Wundererzählungen erhalten sind. Das Werk ist, abgesehen von wenigen Fragmenten, nur noch in einer Epitome, einem Auszug, erhalten, die laut der Suda ein ansonsten unbekannter Grammatiker namens Hermolaos angefertigt hatte. Dieser Hermolaos widmete seine Epitome Justinian. Ob mit diesem Justinian I. oder Justinian II. gemeint ist, ist umstritten. Wahrscheinlich wirkte Stephanos aber im frühen 6. Jahrhundert.
Die Hauptfragmente des Originalwerkes sind in Konstantinos Porphyrogennetos’ De administrando imperio erhalten. Ein weiteres Fragment, vom Artikel Δύμη bis zum Ende von Δ, existiert als Manuskript aus der Bibliothek von Pierre Séguier. Konstantinos Porphyrogennetos war vermutlich der letzte, der das Gesamtwerk heranzog, Suda und Eustathios von Thessalonike nutzten schon die Epitome.
Die Qualität ist eher schwankend, dennoch stellen die Exzerpte eine nicht unwichtige Quelle dar, vor allem wegen ihrer Informationen zu Geographie, Ethnographie, Mythologie und Religion. Das Werk enthält daher teilweise sehr wertvolle Informationen. Allerdings ging es Stephanos nicht um geographische oder historische Genauigkeit, sondern er verfolgte eher philologische Interessen: Wichtiger als die Lage eines Ortes oder eine Volksbezeichnung war ihm offenbar der genaue Name und dessen (vermeintliche) Etymologie. Der hauptsächliche Wert, den sein Werk für die moderne Forschung hat, besteht daher in den durch Stephanos bzw. Hermolaos überlieferten Zitaten aus heute ansonsten verlorenen älteren Werken.
Stephanos spielt im Artikel Gothoi (Gamma 104) auf ein weiteres von ihm verfasstes Werk an, offenbar eine geschichtliche Chronik. Diese ist jedoch vollständig verloren.

## Editionsgeschichte
In der Neuzeit wurden die Ethnika des Stephanos als antiquarische Quelle und Zeugnis der spätantiken Lexikographie rezipiert. Die erste gedruckte Ausgabe erschien 1502 bei Aldus Manutius in Venedig. Spätere Ausgaben von Guilielmus Xylander (1568), Abraham van Berkel (1674, 1688) und Jakob Gronovius (1688) enthielten wertvolle Konjekturen und Anmerkungen, wurden jedoch der komplexen handschriftlichen Überlieferung nicht gerecht. Die Ausgabe von Anton Westermann (1839) war lediglich ein kommentierter Abdruck des Gronovius-Textes. Eine kritische Edition, die auf der Kollation von drei wichtigen Textzeugen beruhte, legte 1849 August Meineke vor. Der Kommentarband, den er ursprünglich nachliefern wollte, erschien nie. Seine Edition blieb lange Zeit grundlegend, zumal die Editionsvorhaben von Benedikt Niese und Felix Jacoby nicht verwirklicht wurden.
Die neue maßgebliche Ausgabe wurde von Margarethe Billerbeck in Freiburg (Schweiz) erarbeitet. Sie geht auf Vorarbeiten von Felix Jacoby, Ernst Grumach und Rudolf Keydell zurück und legt erstmals den Text nach gründlicher Sichtung aller relevanten Textzeugen samt Übersetzung und Anmerkungen vor.

## Ausgaben
- Claudius Salmasius (Claude Saumaise), Abraham van Berkel: Στεφάνου Βυζαντίου Ἐθνικὰ κατ' ἐπιτομήν Περὶ πόλεων = Stephani Byzantini Gentilia per epitomen, antehac De urbibus inscripta, Leiden 1688 (mit lateinischer Übersetzung, books.google.com).
- August Meineke: Stephani Byzantii Ethnicorum quae supersunt. Band 1, G. Reimer, Berlin 1849 (mehr nicht erschienen; Digitalisat).
- Margarethe Billerbeck u. a. (Bearb.): Stephani Byzantii Ethnica (= Corpus Fontium Historiae Byzantinae. Band 43/1–5). 5 Bände, de Gruyter, Berlin 2006–2017 (maßgebliche Ausgabe mit deutscher Übersetzung; Digitalisat Band 1, Band 2, Band 4).